# Lijst van voetbalinterlands Iran - Turkmenistan
Deze lijst van voetbalinterlands is een overzicht van alle officiële voetbalwedstrijden tussen de nationale teams van Iran en Turkmenistan. De buurlanden hebben tot op heden negen keer tegen elkaar gespeeld. De eerste ontmoeting, een vriendschappelijke wedstrijd, werd gespeeld in Teheran op 8 juni 1993. De laatste confrontatie, een kwalificatiewedstrijd voor het Wereldkampioenschap voetbal 2026, vond plaats op 26 maart 2024 in Asjchabad.

## Wedstrijden
| № | Plaats    | Datum            | Competitie             | Wedstrijd           | Uitslag |
| - | --------- | ---------------- | ---------------------- | ------------------- | ------- |
| 1 | Teheran   | 8 juni 1993      | Vriendschappelijk      | Iran − Turkmenistan | 2 − 1   |
| 2 | Hiroshima | 5 oktober 1994   | Aziatische Spelen 1994 | Iran − Turkmenistan | 1 − 1   |
| 3 | Asjchabad | 26 april 1996    | Vriendschappelijk      | Turkmenistan − Iran | 1 − 1   |
| 4 | Asjchabad | 28 april 1996    | Vriendschappelijk      | Turkmenistan − Iran | 1 − 0   |
| 5 | Teheran   | 25 november 1996 | Vriendschappelijk      | Iran − Turkmenistan | 0 − 1   |
| 6 | Daşoguz   | 16 juni 2015     | WK 2018 kwalificatie   | Turkmenistan − Iran | 1 − 1   |
| 7 | Teheran   | 12 november 2015 | WK 2018 kwalificatie   | Iran − Turkmenistan | 3 − 1   |
| 8 | Teheran   | 21 maart 2024    | WK 2026 kwalificatie   | Iran − Turkmenistan | 5 − 0   |
| 9 | Asjchabad | 26 maart 2024    | WK 2026 kwalificatie   | Turkmenistan − Iran | 0 − 1   |

## Samenvatting
| Competitie        | Totaal gespeeld | Winst Iran | Gelijk | Winst Turkmenistan | Doelsaldo Iran – Turkmenistan |
| ----------------- | --------------- | ---------- | ------ | ------------------ | ----------------------------- |
| WK-kwalificatie   | 4               | 3          | 1      | 0                  | 10 − 2                        |
| Aziatische Spelen | 1               | 0          | 1      | 0                  | 1 − 1                         |
| Vriendschappelijk | 4               | 1          | 1      | 2                  | 3 − 4                         |
| Totaal            | 9               | 4          | 3      | 2                  | 14 − 7                        |

FFIRI · 
A-internationals · 
Selecties · Bondscoaches · 
Statistieken · 
Iraans vrouwenelftal · 
Iran U21 · 
Iran U20 · 
Iran U19 · 
Iran U18 · 
Iran U17
1940 – 1969 · 
1970 – 1979 · 
1980 – 1989 · 
1990 – 1999 · 
2000 – 2009 · 
2010 – 2019 ·
2020 − 2029
Asian Cup 1960 · 
Asian Cup 1968 · 
Asian Cup 1972 · 
Asian Cup 1976 · 
Asian Cup 1980 · 
Asian Cup 1984 · 
Asian Cup 1988 · 
Asian Cup 1992 · 
Asian Cup 1996 · 
Asian Cup 2000 · 
Asian Cup 2004 · 
Asian Cup 2007 · 
Asian Cup 2011
WK 1978 · 
WK 1998 · 
WK 2006 · 
WK 2014 · 
WK 2018
OS 1964 · 
OS 1972 · 
OS 1976
1941 · 
1942–1946 · 
1947 · 
1948 · 
1949 · 
1950 · 
1951 · 
1952 · 
1953–1957 · 
1958 · 
1959 · 
1960–1961 · 
1962 · 
1963 · 
1964 · 
1965 · 
1966 · 
1967 · 
1968 · 
1969 · 
1970 · 
1971 · 
1972 · 
1973 · 
1974 · 
1975 · 
1976 · 
1977 · 
1978 · 
1979 · 
1980 · 
1981 · 
1982 · 
1983 · 
1984 · 
1985 · 
1986 · 
1987 · 
1988 · 
1989 · 
1990 · 
1991 · 
1992 · 
1993 · 
1994 · 
1995 · 
1996 · 
1997 · 
1998 · 
1999 · 
2000 · 
2001 · 
2002 · 
2003 · 
2004 · 
2005 · 
2006 · 
2007 · 
2008 · 
2009 · 
2010 · 
2011 · 
2012 ·
2013 ·
2014 ·
2015 ·
2016 ·
2017 ·
2018 ·
2019 ·
2020 ·
2021 ·
2022 ·
2023 ·
2024
Afghanistan ·
Albanië ·
Algerije ·
Angola ·
Argentinië ·
Armenië ·
Australië ·
Azerbeidzjan ·
Bahrein ·
Bangladesh ·
Bolivia ·
Bosnië en Herzegovina ·
Botswana ·
Brazilië ·
Bulgarije ·
Burkina Faso ·
Cambodja ·
Canada ·
Chili ·
China ·
Costa Rica ·
Cyprus ·
Denemarken ·
Duitsland ·
Ecuador ·
Egypte ·
Engeland ·
Filipijnen ·
Frankrijk ·
Georgië ·
Ghana ·
Guam ·
Guatemala ·
Guinee ·
Hongarije ·
Hongkong ·
Ierland ·
IJsland ·
India ·
Indonesië ·
Irak ·
Israël ·
Jamaica ·
Japan ·
Jemen ·
Joegoslavië ·
Jordanië ·
Kameroen ·
Kazachstan ·
Kenia ·
Kirgizië ·
Koeweit ·
Kroatië ·
Laos ·
Libanon ·
Libië ·
Litouwen ·
Madagaskar ·
Malediven ·
Maleisië ·
Mali ·
Marokko ·
Mexico ·
Montenegro ·
Mozambique ·
Myanmar ·
Nederland ·
Nepal ·
Nicaragua ·
Nieuw-Zeeland ·
Nigeria ·
Noord-Korea ·
Noord-Macedonië ·
Oeganda ·
Oekraïne ·
Oezbekistan ·
Oman ·
Oostenrijk ·
Pakistan ·
Palestina ·
Panama ·
Papoea-Nieuw-Guinea ·
Paraguay ·
Peru ·
Polen ·
Portugal ·
Qatar ·
Roemenië ·
Rusland ·
Saoedi-Arabië ·
Schotland ·
Senegal ·
Sierra Leone ·
Singapore ·
Slowakije ·
Sovjet-Unie ·
Spanje ·
Sri Lanka ·
Syrië ·
Tadzjikistan ·
Taiwan ·
Thailand ·
Togo ·
Trinidad en Tobago ·
Tsjecho-Slowakije ·
Tunesië ·
Turkije ·
Turkmenistan ·
Uruguay ·
Venezuela ·
Verenigde Arabische Emiraten ·
Verenigde Staten ·
Vietnam ·
Wales ·
Wit-Rusland ·
Zambia ·
Zuid-Jemen ·
Zuid-Korea ·
Zweden
Angola (2006) ·
Argentinië (2014) ·
Bosnië en Herzegovina (2014) ·
Marokko (2018) ·
Mexico (2006) ·
Nigeria (2014) ·
Portugal (2006) ·
Portugal (2018) ·
Spanje (2018)
AFFA · A-internationals · Bondscoaches · Statistieken · Turkmeens vrouwenelftal · Turkmenistan U21 · Turkmenistan U20 · Turkmenistan U19 · Turkmenistan U17
1992 – 1999 ·
2000 – 2009 ·
2010 – 2019 ·
2020 − 2029
1992 ·
1993 ·
1994 ·
1995 ·
1996 ·
1997 ·
1998 ·
1999 ·
2000 ·
2001 ·
2002 ·
2003 ·
2004 ·
2005 ·
2006 ·
2007 ·
2008 ·
2009 ·
2010 ·
2011 ·
2012 ·
2013 ·
2014 ·
2015 ·
2016 ·
2017 ·
2018 ·
2019 ·
2020 ·
2021 ·
2022
Afghanistan ·
Armenië ·
Azerbeidzjan ·
Bahrein ·
Bangladesh ·
Bhutan ·
Cambodja ·
China ·
Estland ·
Filipijnen ·
Guam ·
Hongkong ·
India ·
Indonesië ·
Irak ·
Iran ·
Japan ·
Jemen ·
Jordanië ·
Kazachstan ·
Kirgizië ·
Koeweit ·
Laos ·
Libanon ·
Litouwen ·
Malediven ·
Maleisië ·
Myanmar ·
Nepal ·
Noord-Korea ·
Oeganda ·
Oezbekistan ·
Oman ·
Pakistan ·
Palestina ·
Qatar ·
Roemenië ·
Saoedi-Arabië ·
Singapore ·
Sri Lanka ·
Syrië ·
Tadzjikistan ·
Taiwan ·
Thailand ·
Verenigde Arabische Emiraten ·
Vietnam ·
Zuid-Korea